# Distrito electoral de Mound City (Illinois)
Mound City (en inglés: Mound City Precinct) es un distrito electoral ubicado en el condado de Pulaski en el estado estadounidense de Illinois. En el Censo de 2010 tenía una población de 611 habitantes y una densidad poblacional de 38,22 personas por km².

## Geografía
Según la Oficina del Censo de los Estados Unidos, tiene una superficie total de 15.99 km², de la cual 14.67 km² corresponden a tierra firme y (8.25%) 1.32 km² es agua.

## Demografía
Según el censo de 2010, había 611 personas residiendo en Mound City. La densidad de población era de 38,22 hab./km². De los 611 habitantes, Mound City estaba compuesto por el 45.5% blancos, el 52.37% eran afroamericanos, el 0.16% eran amerindios, el 0.16% eran asiáticos, el 0% eran isleños del Pacífico, el 0.49% eran de otras razas y el 1.31% pertenecían a dos o más razas. Del total de la población el 1.47% eran hispanos o latinos de cualquier raza.